# Административное деление Мексики
Мексика административно делится на 31 штат (исп. estados) и город Мехико, столицу республики (исп. capital de la república), в совокупности называющиеся федеративными образованиями (исп. Entidades federativas). Штаты делятся на муниципалитеты (исп. municipios), число которых в зависимости от населённости и размеров штата может разниться от нескольких штук до сотен.
Все штаты и столица имеют конституцию. Законодательные органы — конгрессы, главы штатов и главы исполнительной власти штатов — губернаторы, высшие судебные инстанции штатов — высшие суды правосудия.
| №  | Флаг | Герб | Провинция               | Административный центр   | Население, (2010) чел., чел. (2010) | Площадь, км² | Плотность, чел./км² |
| -- | ---- | ---- | ----------------------- | ------------------------ | ----------------------------------- | ------------ | ------------------- |
| 1  |      |      | Сьюдад-де-Мехико        |                          | 8 851 080                           | 1499         | 5904,66             |
| 2  |      |      | Агуаскальентес          | Агуаскальентес           | 1 184 996                           | 5589         | 212,02              |
| 3  |      |      | Веракрус                | Халапа-Энрикес           | 7 643 194                           | 72 815       | 104,97              |
| 4  |      |      | Гуанахуато              | Гуанахуато               | 3 388 768                           | 63 749       | 53,16\|             |
| 5  |      |      | Дуранго                 | Виктория-де-Дуранго      | 690 113                             | 11 978       | 57,62               |
| 6  |      |      | Идальго                 | Пачука-де-Сото           | 2 665 018                           | 20 987       | 126,98              |
| 7  |      |      | Кампече                 | Сан-Франсиско-де-Кампече | 822 441                             | 51 833       | 15,87               |
| 8  |      |      | Керетаро                | Сантьяго-де-Керетаро     | 1 827 937                           | 11 769       | 155,32              |
| 9  |      |      | Кинтана-Роо             | Четумаль                 | 1 325 578                           | 50 350       | 26,33               |
| 10 |      |      | Коауила                 | Сальтильо                | 2 748 391                           | 151 571      | 18,13               |
| 11 |      |      | Колима                  | Колима                   | 650 555                             | 5455         | 119,26              |
| 12 |      |      | Мехико                  | Толука-де-Лердо          | 15 175 862                          | 21 461       | 707,14              |
| 13 |      |      | Мичоакан                | Морелия                  | 4 351 037                           | 59 864       | 72,68               |
| 14 |      |      | Морелос                 | Куэрнавака               | 1 777 227                           | 4941         | 359,69              |
| 15 |      |      | Наярит                  | Тепик                    | 1 084 979                           | 27 621       | 39,28               |
| 16 |      |      | Нижняя Калифорния       | Мехикали                 | 3 155 070                           | 70 113       | 45,00               |
| 17 |      |      | Южная Нижняя Калифорния | Морелия                  | 637 026                             | 73 677       | 8,65                |
| 18 |      |      | Нуэво-Леон              | Монтеррей                | 4 653 458                           | 64 555       | 72,09               |
| 19 |      |      | Оахака                  | Оахака                   | 3 801 962                           | 95 364       | 39,87               |
| 20 |      |      | Пуэбла                  | Пуэбла-де-Сарагоса       | 5 779 829                           | 33 919       | 170,40              |
| 21 |      |      | Сакатекас               | Сакатекас                | 1 490 668                           | 75 040       | 19,86               |
| 22 |      |      | Сан-Луис-Потоси         | Сан-Луис-Потоси          | 2 585 518                           | 62 848       | 41,14               |
| 23 |      |      | Синалоа                 | Кульякан                 | 2 767 761                           | 58 092       | 47,64               |
| 24 |      |      | Сонора                  | Эрмосильо                | 2 662 480                           | 184 934      | 14,40               |
| 25 |      |      | Табаско                 | Вильяэрмоса              | 2 238 603                           | 24 661       | 90,78               |
| 26 |      |      | Тамаулипас              | Сьюдад-Виктория          | 3 268 554                           | 79 829       | 40,94               |
| 27 |      |      | Тласкала                | Тласкала-де-Хикотенкатль | 1 169 936                           | 3914         | 298,91              |
| 28 |      |      | Халиско                 | Гвадалахара              | 7 350 680                           | 80 137       | 91,73               |
| 29 |      |      | Чиуауа                  | Чиуауа                   | 3 406 465                           | 247 087      | 13,79               |
| 30 |      |      | Чьяпас                  | Тустла-Гутьеррес         | 4 796 580                           | 73 887       | 64,92               |
| 31 |      |      | Юкатан                  | Мерида                   | 1 955 577                           | 39 340       | 49,71               |

## История

Штаты Мексики в 1824 году

Штаты Мексики (векторная карта)

- 1824 год. По Конституции Мексика была разделена на 19 штатов (Чьяпас, Чиуауа, Коауила-и-Техас, Дуранго, Гуанахуато, Мехико, Мичоакан, Нуэво-Леон, Оахака, Пуэбла-де-лос-Анхелес, Керетаро, Сан-Луис-Потоси, Сонора-и-Синалоа, Табаско, Тамаулипас, Веракрус, Халиско, Юкатан, Сакатекас) и 4 территории (Верхняя Калифорния, Нижняя Калифорния, Колима, Санта-Фе-де-Нуэво-Мехико). В том же году был создан Федеральный округ Мехико, а из штата Пуэбла выделена территория Тласкала.
- 1825 год. От штата Чьяпас отделилась нейтральная территория Соконуско.
- 1830 год. Штат Сонора-и-Синалоа разделён на штаты Сонора и Синалоа.
- 1835 год. Территория Агуаскальентес выделена из штата Халиско.
- 1836 год. Часть штата Коауила-и-Техас провозгласила независимость как Республика Техас.
- 1842 год. Соконуско разделена между штатами Мехико и Чьяпас.
- 1848 год. По условиям мирного договора Мексика передала США территории Верхняя Калифорния, Санта-Фе-де-Нуэво-Мехико и часть штата Сонора.
- 1853 год. Мексика продала США часть штата Сонора площадью 77 тыс. км² (Договор Гадсдена).
- 1857 год. Штат Нуэво-Леон присоединён к штату Коауила. Территории Агуаскальентес, Колима и Тласкала получили статус штатов. Из частей штатов Мехико, Мичоакан и Пуэбла образован штат Герреро.
- 1863 год. Из состава штата Юкатан выделен штат Кампече
- 1864 год. Из состава штата Коауила выделен штат Нуэво-Леон.
- 1869 год. Из состава штата Мехико выделены штаты Идальго и Морелос.
- 1884 год. Из состава штата Халиско выделена территория Тепик.
- 1902 год. Из состава штата Юкатан выделена территория Кинтана-Роо.
- 1917 год. Территория Тепик преобразована в штат Наярит.
- 1931 год. Территория Нижняя Калифорния была разделена на две территории: Северная Нижняя Калифорния и Южная Нижняя Калифорния.
- 1953 год. Территория Северная Нижняя Калифорния была преобразована в штат Нижняя Калифорния.
- 1974 год. Территории Кинтана-Роо и Южная Нижняя Калифорния получили статус штатов[3].
- 2016 год. Был упразднен Федеральный округ — особое политическое образование, включавшее центральную часть столичного мегаполиса Мехико. Законодательным органом федерального округа было Законодательное собрание (Asamblea Legislativa), избиравшееся народом, глава федерального округа и глава исполнительной власти федерального округа Мехико назывался Главой правительства (Jefe de Gobierno), избирался народом, высшей судебной инстанцией федерального округа был Высший суд правосудия (Tribunal Superior de Justicia). В рамках политической реформы 2015 года[исп.][4] город был уравнен в правах со штатами[5][6][7], получив собственные конституцию[исп.] и конгресс[исп.].